# Lee Nunatak (nunatak i Antarktis, lat -71,02, long 159,97)
Lee Nunatak är en nunatak i Antarktis. Den ligger i Östantarktis. Australien gör anspråk på området. Toppen på Lee Nunatak är 1 920 meter över havet.
Terrängen runt Lee Nunatak är kuperad åt sydost, men åt nordväst är den platt. Trakten är obefolkad. Det finns inga samhällen i närheten.